# Mézières-en-Vexin
Mézières-en-Vexin es una localidad y comuna francesa situada en la región de Alta Normandía, departamento de Eure, en el distrito de Les Andelys y cantón de Écos.

## Demografía
| 453 | 370 | 457 | 630 | 555 | 590 | 523 | 539 | 543 | 510 | 511 | 521 | 483 | 480 | 473 | 484 | 475 | 465 | 455 | 392 | 379 | 363 | 337 | 353 | 377 | 360 | 345 | 326 | 335 | 466 | 621 | 605 |
| Para los censos de 1962 a 1999 la población legal corresponde a la población sin duplicidades (Fuente: INSEE [Consultar]) |     |     |     |     |     |     |     |     |     |     |     |     |     |     |     |     |     |     |     |     |     |     |     |     |     |     |     |     |     |     |     |

Gráfico de evolución demográfica de la comuna desde 1793 hasta 1999

## Administración

### Alcaldes
- Desde 1959 hasta 2001: Jacques Pineau
- Desde 2001: Didier Peltier

### Entidades intercomunales
Mézières-en-Vexin está integrada en la Communauté de communes Epte-Vexin-Seine . Además forma parte de diversos sindicatos intercomunales para la prestación de diversos servicios públicos:
- Syndicat des eaux du Vexin normand (S.E.V.N.)
- Syndicat intercommunal de gestion et de construction des équipements sportifs de Vernon
- Syndicat de l'électricité et du gaz de l'Eure (SIEGE)

### Riesgos
La prefectura del departamento de Eure incluye la comuna en la previsión de riesgos mayores  por:
- Presencia de cavidades subterráneas.
- Riesgos derivados de actividades industriales.